# Дарвин (кратер, Тасмания)
Кра́тер Да́рвин (англ. Darwin Crater) — с большой долей вероятности ударный метеоритный кратер, расположенный примерно в 26 км к югу от города Куинстаун (англ. Queenstown) на юго-западном побережье острова Тасмания (Австралия) на территории национального парка (заповедника дикой природы) Франклин — Гордон-Уайлд-Риверс.
В результате удара и последующего за ним взрыва предполагаемого метеорита (астероида или кометы) образовалась воронка около полутора километров в диаметре. Последующие геологические процессы сильно видоизменили её. В настоящее время кратер представляет собой круглую плоскую впадину без выраженного края диаметром 1,2 км.
Кратер Дарвин находится в гористой, густо покрытой лесами местности на расстоянии 8,5 км к юго-востоку от горы Дарвин (по имени которой он получил своё название). Местоположение кратера слегка смещено к востоку от тасманского хребта Западного побережья. Обнаружить кратер невооружённым взглядом практически невозможно, на его месте находится смешанный болотистый лес вперемешку с кустарником и травянистыми растениями, а также заброшенные промышленные постройки прошлого и позапрошлого века.

## Краткая история открытия
Кратер Дарвин был вычислен и открыт в 1972 году геологом Р. Дж. Фордом в результате целенаправленного поиска источника или эпицентра распространения дарвинского стекла или куинстауни́та (англ. queenstownite), специфического минерала (тектита) метеоритного происхождения, мелкие осколки и оплавленные фрагменты которого рассыпаны по обширной концентрической территории площадью около 410 км². Первооткрыватель метеоритной воронки Р. Дж. Форд присвоил ей аналогичное с близлежащей горой название «кратер Дарвин».
Дарвинские стёкла в течение сотен лет постоянно обнаруживали себя по всей окрестности предполагаемого кратера при земляных работах, а также находились в намывах, по берегам, в русле рек и в долине вплоть до залива Келли и нижнего северо-восточного берег «гавани» Маккуори, а на север — до шоссе Лайелла и дамбы Кроти. Чаще всего эти осколки представляли собой небольшие непрозрачные (светло-зелёные до грязно-зелёных) стекловидные фрагменты от 1 до 5 см длиной, гораздо реже встречались также белые, белёсые и чёрные разновидности. Также квинстаунит был разбросан по ближайшим к предполагаемому кратеру склонам горы Дарвин и прилегающему к ней нагорью на высоте 250—500 метров над уровнем моря. Чаще всего стёкла находились сравнительно неглубоко под поверхностью почвы, местами присыпанные торфом, песком или перегноем и перемешанные с осколками кварцита. Как правило, слой верхового осадочного торфа здесь не превышает 20 см, а основные кварциты залегают немного ниже, на глубине около 30 см. При подъёме на высоту более 500 м, где коренные породы постоянно подвергаются ветровой и водной эрозии, дарвинское стекло временами можно найти выходящими прямо на поверхность. Напротив того, в долинах ниже 220 м над уровнем моря куинстауниты покрыты более толстым слоем растительности, торфа и других отложений.

## Описание и исследования
Воронка кратера не слишком глубока, в обозримые исторические времена она полностью заросла растительностью, была сплошь покрыта густым лесом пополам с кустарником и на местности выражена крайне нечётко, так что обнаружить её случайным образом было практически невозможно. Косвенным признаком для примерного определения и отметки её границ послужило именно дарвинское стекло, точнее говоря, характер его распределения по местности — концентрический с несколькими секторальными выключениями, соответствующими естественным преградам, которые препятствовали свободному разлёту частиц после взрыва. Напротив того, образцы куинстаунита очень редко можно встретить внутри границ метеоритного кратера Дарвин (буквально единичные случаи, отмеченные в литературе). Чаще всего его образцы гуще всего залегают в зонах к северу, западу или югу от воронки (с восточной стороны находится естественная помеха: горный склон). Это и позволило определить границы предполагаемой точки столкновения метеорита с землёй.
Геофизические исследования и бурение в границах воронки показали, что на глубину до 230 метров кратер заполнен полимиктовой брекчиёй, покрытой отложениями плейстоценового озера. Несмотря на то, что на данный момент не имеется непосредственных доказательств ударного происхождения кратера, гипотеза метеоритного взрыва полностью подтверждается разбросом дарвинского стекла относительно местоположения кратера, а также весьма чёткой стратиграфией и характером деформации материала, заполняющего кратер.
По результатам проведённой Р. Дж. Фордом реконструкции, предполагаемый эпицентр падения метеорита, кратер Дарвин представляет собой почти круглую воронку, достигающую в поперечнике около 1,2 километра. Для образования ударного кратера такого размера требуется космический объект диаметром от 20 до 50 метров, в результате его столкновения с Землёй выделяется энергия около 20 мегатонн в тротиловом эквиваленте. По аргон-аргоновому методу датировки возраст дарвинского стекла определён примерно в 816 тысяч лет, в эпоху позднего плейстоцена. — Примерно в этом временно́м диапазоне и произошла метеоритная катастрофа в окрестностях горы Дарвин.
Именно дарвинское стекло как минерал, несомненно, тектитного происхождения, стал важнейшим побудителем и, одновременно, диагностическим объектом для определения происхождения, местоположения, характера и времени образования кратера Дарвина. Вместе с тем, по своему химическому составу квинстаунит (так же, как и ливийское стекло, к примеру) очевидным образом выходит за условные границы, характерные для большинства тектитов. Содержание кремнезёма (86-90 %) в нём значительно выше обычных пределов в 68-82 %, а содержание глинозёма, соответственно — ниже (около 6-8 %).:437
Возраст дарвинова стекла, измеренный методом датирования по 40Ar/39Ar, составляет 816 ± 7 тысяч лет. По всей видимости, дарвиново стекло (как и многие другие тектиты) представляет собой смешанный минерал, состоящий из местных осадочных пород и материнского материала большого метеорита. Результат расплава местных и «космических» пород, он возникал последовательно, на разных стадиях процесса прохождения метеорита сквозь плотные слои земной атмосферы, затем, его удара о землю, взрыва и последующего сплавления с местными субстратами, также содержавшими достаточное количество исходного материала для образования стекла.
Кроме того, в дарвинском стекле были обнаружены многочисленные углеродистые (органические) примеси и включения, в числе которых следует особо отметить целлюлозу, лигнин, алифатические биополимеры и белковые остатки. По результатам анализов было установлено, что они представляют собой типичные биомаркеры живых объектов, оказавшихся в зоне метеоритного взрыва и являются репрезентативными для типовой флоры, существовавшей в местной экосистеме.

## Галерея
- Кратер Дарвин, цифровая модель ландшафта, наложенная на снимок НАСА